# Метаболон
Метаболон — це тимчасовий структурно-функціональний комплекс, сформований ферментами одного метаболічного шляху, які утримуються разом нековалентними взаємодіями, а також структурних елементів клітини, таких як інтегральні мембранні білки та білки цитоскелету.

Концепція структурно-метаболічних клітинних комплексів була вперше сформована А. М. Кузіним з АН СРСР в 1970 р. та була адаптована в 1972 р. П. А. Шрером (P. A. Srere, University of Texas) для ферментів циклу трикарбонових кислот. Ця гіпотеза була добре сприйнята в колишньому СРСР та в подальшому розвинена для комплексу гліколітичних ферментів Б. І. Кургановим та А. Е. Любаровим . Сам термін «метаболон» був запропонований П.Шрером в 1985 р. на лекції в Дебречен (Debrecen), Угорщина.
Формування метаболону забезпечує:
- перехід (каналізацію) проміжних продуктів з одного ферменту до іншого, для якого цей продукт буде вже субстратом;
- формування мікрооточення, в якому концентрація субстратів значно підвищується;
- ефективну і направлену регуляцію клітинного метаболізму

Для циклу Кребса показано, що при формуванні метаболону зменшується кількість води, що необхідна для гідратації ферментів, та підвищується ферментативна активність.

В еритроцитах передбачається збірка ансамблів гліколітичних ферментів на інтегральному білку — білку смуги 3, що забезпечує транспорт аніонів крізь мембрану. Роль якірного майданчика відводиться саме цьому білку, оскільки відома його здатність зв'язувати фруктозобісфосфат-альдолазу, гліцеральдегідфосфатдегідрогеназу та 6-фосфофруктокіназу. Більше того, запропонована гіпотетична структура гліколітичного метаболону. Начальною стадією його збірки вважається посадка 6-фосфофруктокінази на білок смуги 3; також в збиранні беруть участь цитоскелет мембрани еритроцитів. Участь підкладки визначає однозначність збірки гліколітичного метаболону. Крім цього, запропонована структура метаболону, що поєднує ферменти циклу Кребса: він збирається з індивідуальних ферментів на внутрішній мембрані мітохондрій; ключову роль при цьому відіграє адсорбція α-кетоглутаратдегідрогеназного комплексу на мембрані. До складу якірної ділянки входить один з ферментів циклу Кребса — сукцинатдегідрогеназа, інтегральний білок внутрішньої мембрани мітохондрій. 

Більше того, вченими Сибірського інституту фізіології та біохімії рослин (Сибірське відділення РАН) висунута гіпотеза про редагування мРНК мембранних субодиниць білків і утворення висококонсервативних лейцинових повторів під час експресії білків в мітохондріях. Цей механізм забезпечує формування сайтів впізнавання, які беруть участь у збиранні мультиферментних комплексів внутрішньої мембрани мітохондрій .

Крім ферментів гліколізу та циклу Кребса, метаболони формують дихальний ланцюг переносу електронів, синтази жирних кислот, піруватдегідрогеназний комплекс. Однак практично всі біосинтетичні шляхи та багато шляхів катаболізму можуть використовувати метаболони :
| \| біосинтез ДНК \| A, B, C, E, F \| \| біосинтез РНК \| A, B, C, E, F \| \| біосинтез білка \| A, B, C, D, E \| \| біосинтез глікогену \| C, E \| \| біосинтез піримідинів \| A, C, D, F \| \| біосинтез пуринів \| A,E \| \| біосинтез ліпідів \| A,B,C,H \| \| біосинтез стероїдів \| A,C,E \| \| метаболізм амінокислот \| A,B,D,H \| \| гліколіз \| A,B,C,D,I \| \| цикл трикарбонових кислот \| B,C,D,E,G \| \| окислення жирних кислот \| A,B,C,D \| \| переніс електронів \| C,I \| \| біосинтез антибіотиків \| A,E \| \| цикл сечовини \| B,D \| \| деградація цАМФ \| A,D,E \| \| A — Каналізація, B — специфічні білок-білкові взаємодії, C — специфічні білок-мембранні взаємодії, D — кінетичні ефекти, E — ідентифіковані мультиферментні комплекси, F — генетичні докази, G — показано в модельних системах, H — ідентифіковані мультифункціональні білки, I — фізико-хімічні докази \| \| 1. 2. 3. 4. 5. 6. 7. 8. 9. 10. |                                              |
| Метаболічні шляхи, в яких, можливо, формуються метаболони |                                              |
| Метаболічний шлях | Факти, що підтримують формування метаболонів |
| біосинтез ДНК | A, B, C, E, F                                |
| біосинтез РНК | A, B, C, E, F                                |
| біосинтез білка | A, B, C, D, E                                |
| біосинтез глікогену | C, E                                         |
| біосинтез піримідинів | A, C, D, F                                   |
| біосинтез пуринів | A,E                                          |
| біосинтез ліпідів | A,B,C,H                                      |
| біосинтез стероїдів | A,C,E                                        |
| метаболізм амінокислот | A,B,D,H                                      |
| гліколіз | A,B,C,D,I                                    |
| цикл трикарбонових кислот | B,C,D,E,G                                    |
| окислення жирних кислот | A,B,C,D                                      |
| переніс електронів | C,I                                          |
| біосинтез антибіотиків | A,E                                          |
| цикл сечовини | B,D                                          |
| деградація цАМФ | A,D,E                                        |
| A — Каналізація, B — специфічні білок-білкові взаємодії, C — специфічні білок-мембранні взаємодії, D — кінетичні ефекти, E — ідентифіковані мультиферментні комплекси, F — генетичні докази, G — показано в модельних системах, H — ідентифіковані мультифункціональні білки, I — фізико-хімічні докази |                                              |